# NYK Line

NYK Line (яп. 日本郵船株式会社, ніппон юсен Кабусікі-гайся, Nippon Yusen) — найбільша японська судноплавна компанія. Заснована в 1870. Компанія входить в Mitsubishi Group.

## Діяльність
Компанія володіє 646 суднами загальним дедвейтом 37700000 т. Філії NYK працюють в Бельгії, Великій Британії, Німеччини, Данії, Італії, Нідерландах, Фінляндії, Франції та Швеції.
Оборот компанії в 2005 фінансовому році (закінчився в березні 2006) склав близько 2 трлн єн ($ 18 млрд), прибуток — 92 млрд єн ($ 834 млн.).
У Росії у NYK є філія в Санкт-Петербургу; компанія займається перевалкою контейнерів в порту міста.